# 斯皮爾內 (巴赫穆特區)
48°48′27″N 38°14′46″E / 48.80750°N 38.24611°E
斯皮爾內（烏克蘭語：Спірне）是位於乌克兰東部的鄉村居民點，由顿涅茨克州巴赫穆特区的索莱达尔市镇負責管轄。

## 歷史
在俄烏戰爭中，根據朗德利基金會的軍事分析，俄軍於2022年7月初攻下了該鄉村居民點。
其後在2022年9月23日，烏軍的總參謀部於它的報告中提到：烏軍在斯皮爾內成功抵擋了俄軍的攻擊，暗示烏軍已收復該鄉村居民點。
俄罗斯联邦国防部于2024年6月30日宣称占领斯皮尔内，但直到次月17日俄军攻占该地西北方向的伊万诺-达尔伊夫卡村，这一进展方才得到战争研究所证实。

## 人口統計
根據 2001年烏克蘭人口普查，該鄉村居民點人口為80，而居民的母語分配如下：
- 烏克蘭語：70.0%
- 俄語：30.0%